# Trzecia Ukraińska Republika
Trzecia Ukraińska Republika (ukr. Третя Українська Республіка, TUR) – ukraińska partia polityczna, działająca od 1999. Do 2010 funkcjonowała pod nazwą Naprzód, Ukraino! (ukr. Вперед, Україно!, VU!), a następnie do 2014 jako Ludowa Samoobrona (ukr. Народна Самооборона, NS) .

## Historia
Partię Naprzód, Ukraino zarejestrowano w 1999, nawiązując nazwą do włoskiego Forza Italia. Jej powstanie zainicjował Wiktor Musijaka, lider bloku o takiej samej nazwie, który brał bez powodzenia udział w wyborach parlamentarnych w poprzednim roku, a był organizowany przez grupę kilkunastu deputowanych II kadencji i małe partie chadeckie (w tym Związek Chrześcijańsko-Ludowy).
W 1999 ugrupowanie wsparło kandydaturę Ołeksandra Moroza i podjęło bliską współpracę z SPU. W 2001 partia przystąpiła jednak do Bloku Nasza Ukraina, uzyskując rok później dwa mandaty poselskie, objęte przez Wiktora Musijakę i Wołodymyra Siwkowycza, którzy wkrótce po wyborach przeszli na stronę rządową.
Po pomarańczowej rewolucji lider partii w 2005 na bazie jednej z oligarchicznych frakcji stworzył kilkunastoosobowy klub parlamentarny "Naprzód, Ukraino!" (z udziałem m.in. Wiktora Pinczuka). Po kilku miesiącach inicjatywa upadła, a pozostali posłowie porozumieli się z Wołodymyrem Łytwynem, usuwając przywódcę VU! ze swojego grona.
W konsekwencji ugrupowanie wystartowało samodzielnie w wyborach parlamentarnych w 2006, otrzymując około 7 tys. głosów i z wynikiem 0,02% zajmując ostatnie miejsce wśród 45 list wyborczych.
Wiosną 2007 ugrupowanie VU! zadeklarowało wsparcie działań nowej inicjatywy Jurija Łucenki (ruchu politycznego Ludowa Samoobrona), a następnie przystąpiło do koalicji Nasza Ukraina-Ludowa Samoobrona, stając się w jego ramach partyjną reprezentacją zaplecza byłego ministra. Z listy tego bloku w przedterminowych wyborach mandaty deputowanych VI kadencji uzyskało kilkunastu kandydatów rekomendowanych przez Naprzód, Ukraino!, z czego jedynie nieliczne osoby formalnie należały do tego stronnictwa.
Wiktor Musijaka, pozostający wówczas nadal przewodniczącym ugrupowania, w wyborach nie kandydował. VU! uzyskał pięć mandatów. Kierownictwo partii przejął wkrótce Ołeh Nowikow. W 2010 partia przyjęła nazwę Ludowa Samoobrona, a przewodniczącym został Jurij Łucenko. W 2012 jej przedstawiciele kandydowali do parlamentu z listy Batkiwszczyny, a samoistna działalność Ludowej Samoobrony zanikła.
W 2014 partia czasowo się zaktywizowała, dokonała kolejnej zmiany nazwy, na jej czele stanął wówczas Roman Bezsmertny.